# Lapan
Lapan é uma comuna francesa na região administrativa do Centro, no departamento de Cher. Estende-se por uma área de 10,5 km². Em 2010 a comuna tinha 212 habitantes (densidade: 20,2 hab./km²).